# Grenzbaude
Die Grenzbaude ist eine unbewirtschaftete Trekkinghütte bei Cunnersdorf in der Sächsischen Schweiz, 500 Meter von der Grenze zu Tschechien entfernt. Sie liegt am Forststeig Elbsandstein, für dessen Wanderer sie zur Übernachtung zur Verfügung steht.